# Сачковце
Сачковце (пол. Saczkowce) — село в Польщі, у гміні Кузьниця Сокульського повіту Підляського воєводства.
Населення — 98 осіб (2011).
У 1975-1998 роках село належало до Білостоцького воєводства.

## Демографія
Демографічна структура станом на 31 березня 2011 року:
|          | Загалом | Допрацездатний вік | Працездатний вік | Постпрацездатний вік |
| -------- | ------- | ------------------ | ---------------- | -------------------- |
| Чоловіки | 46      | 4                  | 30               | 12                   |
| Жінки    | 52      | 15                 | 17               | 20                   |
| Разом    | 98      | 19                 | 47               | 32                   |